# 山紫茉莉
山紫茉莉（学名：Oxybaphus himalaicus）为紫茉莉科山紫茉莉属下的一个种。